# Loek Dikker
Louis Albert (Loek) Dikker (Amsterdam, 28 februari 1944) is een Nederlands musicus (pianist, dirigent en arrangeur) en componist. Zo schreef hij muziek voor film, toneel, ballet, moderne dans, musicals en symfonieorkest.
Loek Dikker begon op 11-jarige leeftijd met pianomuziek. Nadat hij in 1959 op de televisie een concert van Horace Silver en Sonny Rollins zag, stapte hij over op jazz. In 1960 gaf hij met zijn eigen pianotrio zijn eerste jazzconcert, in een jazz- and poetry optreden samen met Godfried Bomans.
Later speelde hij in de bands van Hans Dulfer en Theo Loevendie. Verder speelde hij met Oliver Nelson en Cannonball Adderley, en ging op tournee met Don Byas.

## Waterland Ensemble
In 1975 richtte Dikker het Waterland Ensemble op, een jazzformatie waarvan ook percussionist Pierre Courbois en saxofonist Leo van Oostrom deel uitmaakten.

## Muziekinstituut MultiMedia
Sinds 2005 is Dikker voorzitter van het Muziekinstituut MultiMedia.

## Filmmuziek
Dikker schreef filmmuziek voor een 60-tal films. Onder meer
- Twee vorstinnen en een vorst van Otto Jongerius, 1981
- De vierde man van Paul Verhoeven, 1983
- Iris van Mady Saks, 1987
- Felice... Felice... van Peter Delpeut, 1997

### Prijzen
- 1983 Dikker ontving de Zilveren Lessenaar voor De vierde man van Paul Verhoeven.
- 1990 Hij ontving voor zijn muziekbijdragen aan Nederlandse films een Gouden Kalf.
- 1992 Voor de muziek voor de Paramount-film Body Parts ontving hij in Hollywood de 'Saturn Award'.
- 2004 Voor Rosenstraße van Margarethe von Trotta werd hij in Italië onderscheiden met de 'Premio Cinemusica' als beste Europese filmmuziek van 2004.

## Persoonlijk
Loek Dikker is tweemaal getrouwd. Hij heeft twee dochters uit zijn eerste huwelijk en een zoon uit zijn huidige huwelijk. Zijn zuster is scenarioschrijfster Marianne Dikker.